# 常夜鍋

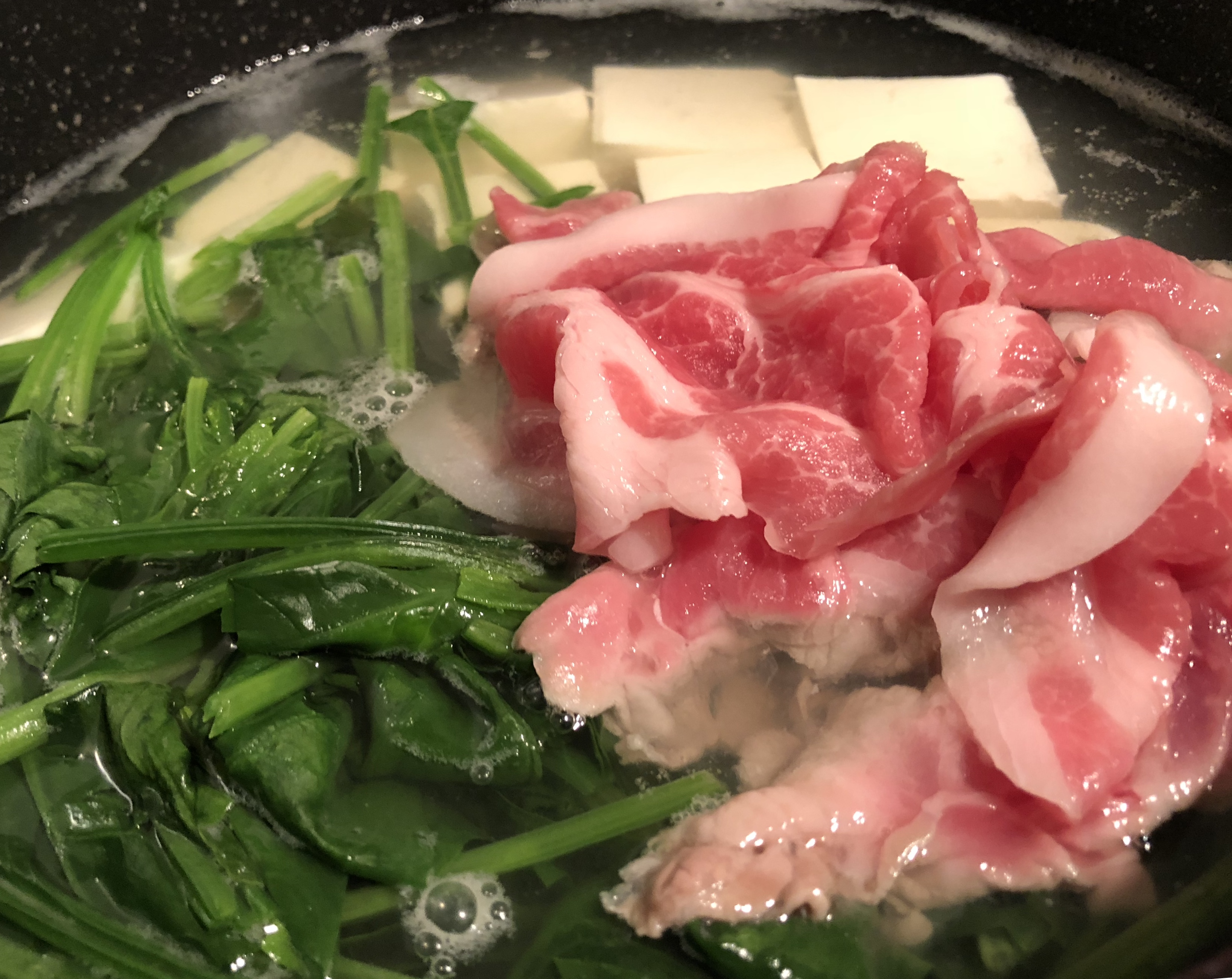
豚肉とホウレンソウに豆腐を加えた常夜鍋

常夜鍋（じょうやなべ、とこよなべ）は、日本の鍋料理。

## 概要
豚肉とホウレンソウをさっと煮てポン酢で食べる。鍋つゆに味はつけないため、調理法としては水炊きの系統に分類される。久米正雄ら鎌倉文士の間で広まったとされ、常夜鍋の名は、毎晩食べても飽きないことが由来。

## 作り方
渡辺あきこのレシピによると、	鍋に水と日本酒を5対1の分量で入れて沸かし、豚ロース肉とホウレンソウを、各自食べる分だけ入れて火を通し、好みの薬味（大根おろし、おろし生姜、一味唐辛子）と醤油か、胡麻だれで食べる。ホウレンソウの代わりに小松菜やエノキタケでもおいしい、としている。ホウレンソウの灰汁抜きについては言及していない。他には、鍋に昆布を敷くレシピも散見される。

## その他
- 北大路魯山人は宵夜鍋（じょうやなべ）と書き、中国に由来するとしている[要文献特定詳細情報]。「宵夜」（しょうや、消夜・夜宵とも）とは中国語で夜食を意味する単語である。
- 藤本義一は宝塚映画時代、師事していた川島雄三の食事係をしており、病弱で少食の川島に対して豚ちりをはじめとする鍋物を提供していた[4]。藤本の豚ちりは、コンブを布いた土鍋に合成酒を注いで焚き、そこに豚肉を入れてさらに野菜を入れて煮て、ポン酢で食べるものである[5]。この作り方は大学時代の運動部の合宿で覚えたものと記している[6]。
- 向田邦子はエッセイ『「食らわんか」』（初出「小説宝石」、1980年6月）にて「豚鍋」と称するレシピを記している[7]。鍋に湯の量の3割程の日本酒（辛口、できたら特級酒）とにんにく、しょうがを入れ、豚ロース肉とほうれん草をしゃぶしゃぶのようにして、レモン醤油で食べる。豆腐を入れてもおいしいことはおいしい、としている。